# Коевци (област Велико Търново)
 Тази статия е за селото в Област Велико Търново.  За другото село с това име вижте Коевци (Област Габрово).  
Коевци е село в Северна България. То се намира в община Сухиндол, област Велико Търново.

## География
Намира се на територията на Деветашкото плато.